# ティーリンゲ石碑

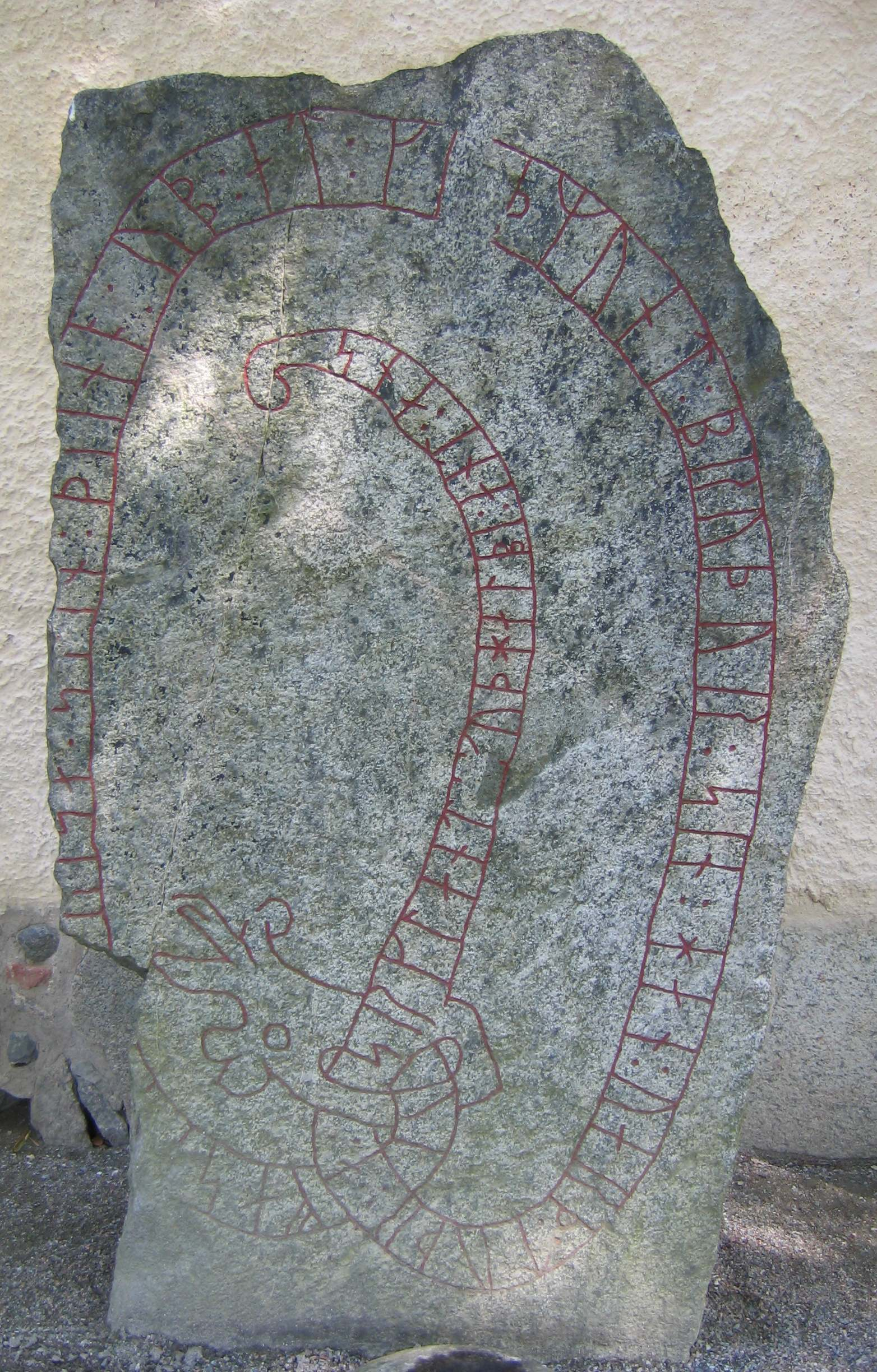
この石碑はセルクランドで死んだ人物の記念碑である。

ティーリンゲ石碑（ティーリンゲせきひ）は、スウェーデンのウップランド地方にあるティーリンゲの教会で発見されたヴァイキング時代の記念碑。ルーン文字による銘文が刻まれ、ルーンデータでは U 785 として登録されている。

## 説明
ティーリンゲ石碑の碑文は蛇の体に書き込まれたルーン文章からなる。
最初に発見された時、この石碑は教会の壁に埋め込まれており、1946年に壁から抜きだして教会の前に建てられるまではその全文を読むことができなかった。
ルーン石碑はその歴史的意義が理解されるようになるまで、道・橋・塀・建物といった構造物の素材として再利用されることが多かった。
碑文は11世紀前半のものであり、ヤンガーフサルクを用いて古ノルド語で書かれている。
ティーリンゲ石碑はセルクランドで兄弟を亡くした人物が彼を追悼して建てたものであり、その魂の救済を願う祈りで終わる。
これはイングヴァール石碑群の中の一つと考えることもできるが、
カスピ海への遠征をおこなったスウェーデンの海賊の司令官であるイングヴァールその人へ言及していないためこの石碑群には分類されていない。
従って、このルーン碑石はアジアへの遠征中に死んだあるヴァリャーグ人への記念碑である可能性がある。
碑文には署名がなく、Torbjörn あるいは Gunnar という名の職人(Runemaster)によるものと考えられている。
碑文は「PR1」様式（Ringerike様式とも）で彫られたものと分類されている。

## 碑文

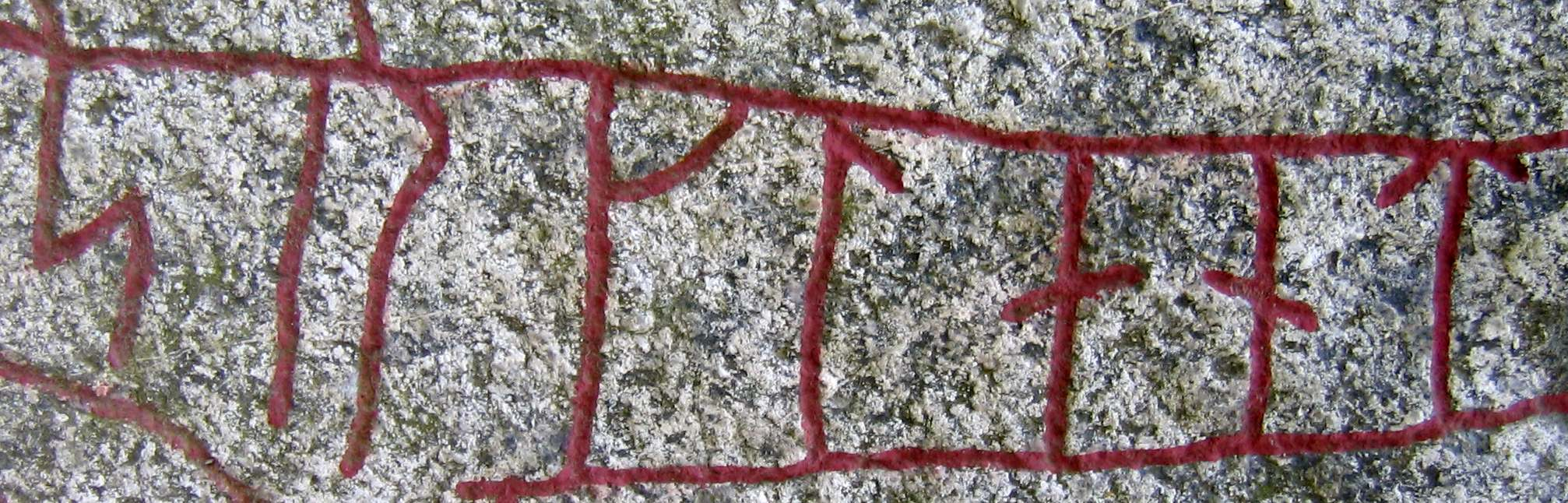
ティーリンゲ石碑に刻まれた srklant というルーン文字。これはセルクランドを意味する。

### ローマ字表記
uifas-- ... : risa : s(t)in : þ(t)ino : ub : at : k-þmunt : bruþur : sin : han : uarþ : tuþr : a : srklant- kuþ halbi : ant : ans

### 古ノルド語への転写
Vifas[tr] [let] ræisa stæin þenna upp at G[u]ðmund, broður sinn. Hann varð dauðr a Særkland[i]. Guð hialpi and hans.

### 日本語訳
ヴィーファーストゥが、自分の兄弟のギュードゥムンドゥを偲び、この石碑を建て（させた）。彼はセルクランドで命を落とした。神よ、彼の命を救いたまえ。